# بيرسي جراي دوان
كان بيرسي جراي دوان (1877-1945)، جامع طوابع وتاجر طوابع بريدية من مدينة نيويورك. وُلد في بروكلين في 13 يناير 1878 وتوفي فيها في 28 مارس 1945.

## هواية الطوابع
أسس بيرسي دوين وكالة الطوابع البريدية ودار المزادات الخاصة بهِ في مدينة نيويورك عام 1897، وحظي باحترام كبير في أوساط هواة جمع الطوابع لنزاهتهِ.
أجرى دوين ما مجموعه 348 مزادًا للطوابع البريدية ومواد التاريخ البريدي ذات الصلة خلال مسيرتهِ المهنية. وساعد العديد من هواة جمع الطوابع المشهورين، بمن فيهم العقيد إي. إتش. آر. غرين، والقاضي روبرت إيمرسون، وكلارنس إيجل، وبينو لوي، على بناء أو بيع مجموعاتهم أو أجزاء منها.

## التكريم
ادرج اسمهُ بيرسي دوان ضمن أسماء قاعة مشاهير الجمعية الأمريكية لهواة طوابع البريد في عام 1946.